# Bruce Bilson
Pour les articles homonymes, voir Bilson.
Bruce Bilson est un producteur, réalisateur et scénariste américain né le 19 mai 1928 à New York, New York (États-Unis).

## Biographie
Il est le père du producteur de séries Danny Bilson, et le grand-père de l'actrice Rachel Bilson.

## Filmographie

### Comme réalisateur
- 1964 : Ma sorcière bien-aimée (Bewitched) (série télévisée)
- 1965 : Ne mangez pas les marguerites (Please Don't Eat the Daisies) (série télévisée)
- 1965 : Gidget (en) (série télévisée)
- 1965 : Papa Schultz (Hogan's Heroes) (série télévisée)
- 1965 : Max la menace (Get Smart) (série télévisée)
- 1968 : Madame et son fantôme (The Ghost & Mrs. Muir) (série télévisée)
- 1968 : Blondie (en) (série télévisée)
- 1969 : Pate Katelin en Buenos Aires
- 1970 : Nanny et le professeur (en) (Nanny and the Professor) (série télévisée)
- 1970 : Arnie (en) (série télévisée)
- 1970 : Barefoot in the Park (en) (série télévisée)
- 1970 : The Odd Couple (série télévisée)
- 1973 : Dusty's Trail (en) (série télévisée)
- 1974 : L'Homme qui valait trois milliards (The Six Million Dollar Man) (série télévisée)
- 1974 : The Girl Who Came Gift-Wrapped (en) (téléfilm)
- 1974 : Sierra (en) (série télévisée)
- 1975 : Barney Miller (série télévisée)
- 1975 : Dead Man on the Run (téléfilm)
- 1975 : When Things Were Rotten (série télévisée)
- 1976 : Wonder Woman (série télévisée)
- 1976 : Les Nouvelles filles de Joshua Cabe (The New Daughters of Joshua Cabe) (téléfilm)
- 1976 : Alice (série télévisée)
- 1976 : The Wackiest Wagon Train in the West (en)
- 1977 : Hunter (en) (série télévisée)
- 1977 : The Feather and Father Gang (en) (série télévisée)
- 1977 : Tabatha (série télévisée)
- 1977 : La croisière s'amuse (The Love Boat) (série télévisée)
- 1978 : BJ and the Bear (téléfilm)
- 1979 : Pleasure Cove (téléfilm)
- 1979 : Dallas Cowboys Cheerleaders (téléfilm) (téléfilm)
- 1979 : Delta House (série télévisée)
- 1979 : The North Avenue Irregulars
- 1979 : The Bad News Bears (en) (série télévisée)
- 1979 : The Halloween That Almost Wasn't (en) (téléfilm)
- 1980 : Skag (en) (série télévisée)
- 1980 : The Ghosts of Buxley Hall (en) (téléfilm)
- 1981 : Harper Valley P.T.A. (en) (série télévisée)
- 1981 : Private Benjamin (en) (série télévisée)
- 1981 : L'Homme qui tombe à pic (The Fall Guy) (série télévisée)
- 1982 : Matthew Star (The Powers of Matthew Star) (série télévisée)
- 1983 : Just Our Luck (en) (série télévisée)
- 1983 : Hôtel (Hotel) (série télévisée)
- 1984 : Chattanooga Choo Choo
- 1984 : Finder of Lost Loves (en) (téléfilm)
- 1985 : Gidget's Summer Reunion (en) (téléfilm)
- 1985 : Spenser (Spenser: For Hire) (série télévisée)
- 1985 : Dynastie 2 : Les Colby (The Colbys) (série télévisée)
- 1986 : Mr. Gun (Sledge Hammer!) (série télévisée)
- 1988 : Les Nouveaux Monstres sont arrivés (The Munsters Today) (série télévisée)
- 1990 : The Bradys (en) (série télévisée)
- 1990 : Hull High (en) (série télévisée)
- 1990 : Flash (The Flash) (série télévisée)
- 1991 : Dinosaures (Dinosaurs) (série télévisée)
- 1992 : Flash III: Deadly Nightshade (vidéo)
- 1992 : Human Target (série télévisée)
- 1994 : VIper (série télévisée)
- 1994 : Les Anges du bonheur (Touched by an Angel) (série télévisée)
- 1995 : Deadly Games (en) (série télévisée)
- 1996 : The Sentinel (série télévisée)
- 1996 : Viper (série télévisée)
- 2001 : Pop-Up Brady (série télévisée)
- 2005 : Journeys Below the Line: 24 - The Editing Process (vidéo)

### Comme producteur
- 1979 : Dallas Cowboys Cheerleaders (téléfilm)
- 2005 : Journeys Below the Line: 24 - The Editing Process (vidéo)